# Врбанська Драга
45°34′ пн. ш. 15°26′ сх. д. / 45.56° пн. ш. 15.43° сх. д.
Врбанська Драга (хорв. Vrbanska Draga) — населений пункт у Хорватії, у Карловацькій жупанії у складі міста Озаль.

## Населення
Населення за даними перепису 2011 року становило 20 осіб.
Динаміка чисельності населення поселення: